# کلیا (فیلم ۱۹۹۶)
کُلیا یک فیلم درام به کارگردانی یان اسویراک و محصول سال ۱۹۹۶ جمهوری چک است.

## موضوع
در شهر پراگ، «فرانتیشک لوگا» (زدنیک اسویراک) که زمانی ویولن سلیست معروفی بوده و حالا کارش به نوازندگی در مراسم ترحیم و خاک سپاری‌ها کشیده شده، ناچار می‌شود سرپرستی کودکی پنج ساله به نام «کولیا» (شالیمون) را به عهده بگیرد…

## جوایز
- جایزه اسکار بهترین فیلم زبان خارجی
- جایزه گلدن گلوب بهترین فیلم خارجی
- جایزه بزرگِ جشنواره بین‌المللی فیلم توکیو
- جایزه بهترین فیلم، بهترین کارگردانی، بهترین بازیگر زن، بهترین بازیگر مکمل مرد از جشنواره Czech Lion